# Ambrose Lupo
Ambrose Lupio, également connu comme Ambrosius ou Ambrosio Lupo (mort le 10 février 1591) est un musicien de cour, compositeur à la cour d'Angleterre, du règne d'Henri VIII à celui d'Élisabeth Ire, et le premier d'une dynastie de musiciens de cette qualité.

## Biographie
Probablement né à Milan, lui et sa famille ont vécu à Venise quelque temps avant d'être appelés en Angleterre. En novembre 1540, il est convoqué par le roi Henri VIII, ainsi que cinq autres joueurs de viole de gambe, afin de porter la musique anglaise au niveau de celle pratiquée sur le continent. Ambrose, surnommé Lupus Italus, est le membre du groupe qui y est resté le plus longtemps.
Ambroso da Venezia est cité comme joueur de musique auprès de la Reine d'Angleterre dans une déposition faite auprès de l'Inquisition vénitienne le 27 août 1577 par Orazio Cogno, au sujet de son récent séjour en Angleterre avec Édouard de Vere, dix-septième comte d'Oxford. Cogno y déclare qu'Ambroise a deux enfants et est marié en Angleterre bien, selon ce qu'il a pu entendre dire, il ait une femme à Venise à laquelle il envoie de l'argent. Il ajoute qu'Ambroise avait voulu lui enseigner la doctrine des hérétiques et lui faire lire des livres hérétiques.
Habitant la paroisse de Saint Alphège Cripplegate (Londres), des baux sur des terrains lui sont attribués, d'une valeur de 20 livres en 1590. Le document en attestant le décrit comme "l'un des plus anciens musiciens de Sa Majesté" ("one of the eldest of Her Majesty's musicians for the [sic] vials"). Les cadeaux royaux qu'il reçoit inclut une "boîte de cordes de luth" ("a box of Lute strynges") et un verre ("a glass of swette water").
Il est mort à Londres.

## Arbre généalogique
| Jeronimo Bassano |                |                |                |                 |                |        |        |         |         |         |         |         |         |         |         |            |            |            |            |            |            |        |        |           |           |           |           |           |           |
|                  |                |                |                |                 |                |        |        |         |         |         |         |         |         |         |         |            |            |            |            |            |            |        |        |           |           |           |           |           |           |
| Alvise Bassano   | Alvise Bassano | Alvise Bassano | Alvise Bassano | Alvise Bassano  | Alvise Bassano |        |        | Ambrose | Ambrose | Ambrose | Ambrose | Ambrose | Ambrose |         |         | Lucia      | Lucia      | Lucia      | Lucia      | Lucia      | Lucia      |        |        |           |           |           |           |           |           |
| Alvise Bassano   | Alvise Bassano | Alvise Bassano | Alvise Bassano | Alvise Bassano  | Alvise Bassano |        |        | Ambrose | Ambrose | Ambrose | Ambrose | Ambrose | Ambrose |         |         | Lucia      | Lucia      | Lucia      | Lucia      | Lucia      | Lucia      |        |        |           |           |           |           |           |           |
|                  |                |                |                |                 |                |        |        |         |         |         |         |         |         |         |         |            |            |            |            |            |            |        |        |           |           |           |           |           |           |
|                  |                |                |                |                 |                |        |        |         |         |         |         |         |         |         |         |            |            |            |            |            |            |        |        |           |           |           |           |           |           |
| Laura Bassano    | Laura Bassano  | Laura Bassano  | Laura Bassano  | Laura Bassano   | Laura Bassano  |        |        | Joseph  | Joseph  | Joseph  | Joseph  | Joseph  | Joseph  |         |         | Peter Lupo | Peter Lupo | Peter Lupo | Peter Lupo | Peter Lupo | Peter Lupo |        |        | Katherine | Katherine | Katherine | Katherine | Katherine | Katherine |
| Laura Bassano    | Laura Bassano  | Laura Bassano  | Laura Bassano  | Laura Bassano   | Laura Bassano  |        |        | Joseph  | Joseph  | Joseph  | Joseph  | Joseph  | Joseph  |         |         | Peter Lupo | Peter Lupo | Peter Lupo | Peter Lupo | Peter Lupo | Peter Lupo |        |        | Katherine | Katherine | Katherine | Katherine | Katherine | Katherine |
|                  |                |                |                |                 |                |        |        |         |         |         |         |         |         |         |         |            |            |            |            |            |            |        |        |           |           |           |           |           |           |
|                  |                |                |                |                 |                |        |        |         |         |         |         |         |         |         |         |            |            |            |            |            |            |        |        |           |           |           |           |           |           |
|                  |                |                |                | Thomas          | Thomas         | Thomas | Thomas | Thomas  | Thomas  |         |         | Horatio | Horatio | Horatio | Horatio | Horatio    | Horatio    |            |            | Thomas     | Thomas     | Thomas | Thomas | Thomas    | Thomas    |           |           |           |           |
|                  |                |                |                | Thomas          | Thomas         | Thomas | Thomas | Thomas  | Thomas  |         |         | Horatio | Horatio | Horatio | Horatio | Horatio    | Horatio    |            |            | Thomas     | Thomas     | Thomas | Thomas | Thomas    | Thomas    |           |           |           |           |
|                  |                |                |                | Theophilus Lupo |                |        |        |         |         |         |         |         |         |         |         |            |            |            |            |            |            |        |        |           |           |           |           |           |           |